# Kuningvere järv
Kuningvere järv är en sjö i Estland.   Den ligger i landskapet Tartumaa, i den sydöstra delen av landet, 160 km sydost om huvudstaden Tallinn. Kuningvere järv ligger 57 meter över havet.  Omgivningarna runt Kuningvere järv är en mosaik av jordbruksmark och naturlig växtlighet.